# Anadara floridana
Anadara floridana – gatunek morskiego, osiadłego małża z rodziny arkowatych (Arcidae).
Muszla długości 7,5 - 12 cm. Muszle są koloru białego. Odżywia się planktonem.
Występuje od Karoliny Północnej w Ameryce Północnej do Indii Zachodnich.